# Seciu (okręg Vâlcea)
Seciu – wieś w Rumunii, w okręgu Vâlcea, w gminie Fârtățești. W 2011 roku liczyła 54 mieszkańców.